# Drømte mig en drøm i nat
Drømte mig en drøm i nat es la canción secular más antigua de los países nórdicos. Está escrita en danés antiguo y su versión original se encuentra en el Codex Runicus, una transcripción de la ley de Scania, como una nota final escrita en runas, como todo el códice, y en un antiguo tipo de notas musicales. La letra de las dos primeras líneas de la canción es la siguiente:
Drømde mik en drøm i nat
um silki ok ærlik pæl
La traducción sería:
Tuve un sueño una noche
Sobre seda y valiosas pieles
La canción es sobre una chica que sueña con convertirse en una mujer rica. Sin embargo, dado que la totalidad del códice trata sobre leyes, hay quienes buscan significados velados, intentando buscar referencias a la ley.
Estas interpretaciones se basan en que la palabra silki podría provenir del anlgosajón "slic" (o slik), que significa "suave"; por otro lado, la palabra "ærlik" en una ocasión se usa en el manuscrito significando "honesto", la palabra "pæl" se interpreta como una deformación del latín "pegel", que significa "medida" o "mesura". 
Con estas modificaciones, la canción hablaría, entonces, sobre un sueño de suaves y honestas medidas.